# ICMP tiempo excedido
El mensaje Tiempo excedido del protocolo ICMP es generado por una puerta de enlace para informar a la fuente del mensaje que se ha descartado el datagrama debido a que el campo time_to_live (tiempo de vida) ha llegado a cero. Este mensaje también puede ser enviado por un host cuando falla en el reensamblado de un datagrama IP fragmentado dentro de su tiempo límite.
Los mensajes de tiempo excedido son usados por la aplicación traceroute para identificar puertas de enlace en el camino entre dos hosts.
| 00                                                                 | 01        | 02        | 03        | 04        | 05        | 06        | 07        | 08     | 09     | 10     | 11     | 12     | 13     | 14     | 15     | 16                | 17                | 18                | 19                | 20                | 21                | 22                | 23                | 24                | 25                | 26                | 27                | 28                | 29                | 30                | 31                |
| ------------------------------------------------------------------ | --------- | --------- | --------- | --------- | --------- | --------- | --------- | ------ | ------ | ------ | ------ | ------ | ------ | ------ | ------ | ----------------- | ----------------- | ----------------- | ----------------- | ----------------- | ----------------- | ----------------- | ----------------- | ----------------- | ----------------- | ----------------- | ----------------- | ----------------- | ----------------- | ----------------- | ----------------- |
| Tipo = 11                                                          | Tipo = 11 | Tipo = 11 | Tipo = 11 | Tipo = 11 | Tipo = 11 | Tipo = 11 | Tipo = 11 | código | código | código | código | código | código | código | código | Cabecera Checksum | Cabecera Checksum | Cabecera Checksum | Cabecera Checksum | Cabecera Checksum | Cabecera Checksum | Cabecera Checksum | Cabecera Checksum | Cabecera Checksum | Cabecera Checksum | Cabecera Checksum | Cabecera Checksum | Cabecera Checksum | Cabecera Checksum | Cabecera Checksum | Cabecera Checksum |
| Sin usar                                                           |           |           |           |           |           |           |           |        |        |        |        |        |        |        |        |                   |                   |                   |                   |                   |                   |                   |                   |                   |                   |                   |                   |                   |                   |                   |                   |
| Cabecera IP + Primeros 8 bits del contenido del datagrama original |           |           |           |           |           |           |           |        |        |        |        |        |        |        |        |                   |                   |                   |                   |                   |                   |                   |                   |                   |                   |                   |                   |                   |                   |                   |                   |

El tipo debe ser 11. El código, que especifica la razón por la cual se envía el mensaje tiempo excedido, incluye lo siguiente:
| Código | Descripción                         |
| ------ | ----------------------------------- |
| 0      | Excedido el tiempo de vida.         |
| 1      | Excedido el tiempo de reensamblado. |

La cabecera y los primeros 64 bits de los datos de cabecera son usados por el host de origen para encontrar el datagrama descartado. Para protocolos de nivel superior como UDP o TCP los primeros 64 bits incluirán los puertos de origen y destino del paquete descartado.